# Palacio de los Almarza
El palacio de los Almarza es un edificio de la ciudad española de Ávila, en Castilla y León. Cuenta con el estatus de Bien de Interés Cultural.

## Descripción
Ubicado en la ciudad castellanoleonesa de Ávila, capital de la provincia homónima, se halla situado dentro del recinto amurallado, próximo a las puertas del Matadero y del Rastro, junto a otras edificaciones de destacado valor artístico e histórico.

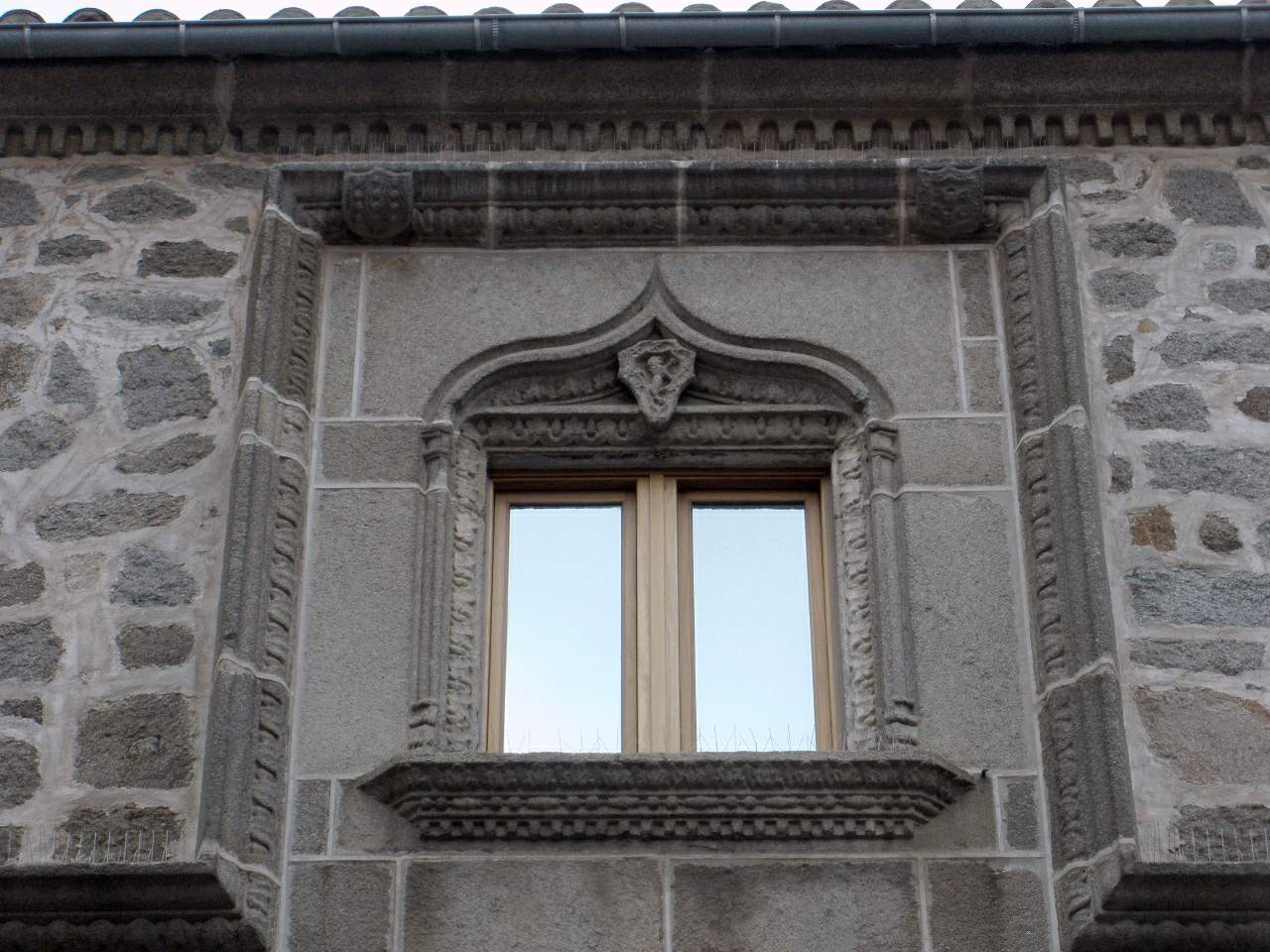
Detalle de la fachada: ventana con arco conopial.

Su construcción se sitúa a finales del siglo XV y principios del XVI, coincidiendo con el gran apogeo de la arquitectura civil. Algunos autores cuestionan el origen civil del palacio debido al tipo de portada que en él se abre, más propia de una orden religiosa. El edificio consta de dos plantas con torreón de tres alturas en uno de sus extremos y linda por un lado con el Palacio de los Superunda y con la Biblioteca y el Museo Teresiano por otro. En la fachada, severa y de mampostería de granito, se abre la portada principal, semejante a la de la Mansión de los Velada, renacentista con reminiscencias medievales. Tiene un notable arco de medio punto con grandes dovelas enmarcado por una moldura en forma de alfiz que se prolonga para albergar una ventana arquitrabada y con arco conopial. Decoran este conjunto sendos escudos y una fina greca que recorre la parte interior del alfiz.
El acceso al interior del edificio se hace a través de un amplio zaguán con tres puertas: la principal y las de acceso a la capilla y al actual convento. Las plantas, baja y principal, se comunican mediante una escalera doble. El patio, de muy pequeñas proporciones y con fachadas pobres y enfoscadas, no tiene ninguna traza especial que recuerde a los característicos patios palaciegos.
El 26 de noviembre de 1992 fue declarado Bien de Interés Cultural con la categoría de monumento, mediante un decreto publicado en el Boletín Oficial de Castilla y León el 2 de diciembre de ese mismo año.